# Eublemma penicillata
Eublemma penicillata är en fjärilsart som beskrevs av George Francis Hampson 1902. Eublemma penicillata ingår i släktet Eublemma och familjen nattflyn. Inga underarter finns listade i Catalogue of Life.